# 曾根崎
曾根崎（そねざき）は、大阪府大阪市北区の地域名および町名。常用漢字体で「曽根崎」とも表記される。現行行政地名は曾根崎一丁目および曾根崎二丁目。梅田（キタ）の繁華街の一角で、JR大阪駅の南東方向に広がる。
本項では現行行政地名の曾根崎および梅田などの範囲にかつて所在した西成郡曾根崎村（そねざきむら）についても述べる。

## 地理
新御堂筋を境に東が一丁目、西が二丁目となる。一丁目は西天満六丁目（もとは梅ケ枝新地）の西隣に当たり、南は曽根崎通、北は寺町通りまで。二丁目は梅田一丁目（ダイヤモンド地区）の東隣に当たり、南は曽根崎通、西は御堂筋、北は扇町通まで。また、南西に北新地の一画を成す「曾根崎新地」が隣接する。
一帯は歓楽街・繁華街として栄え、ラブホテルや風俗店も多い。『曽根崎心中』の舞台になった露天神社（通称：お初天神）は当地にある。

## 歴史

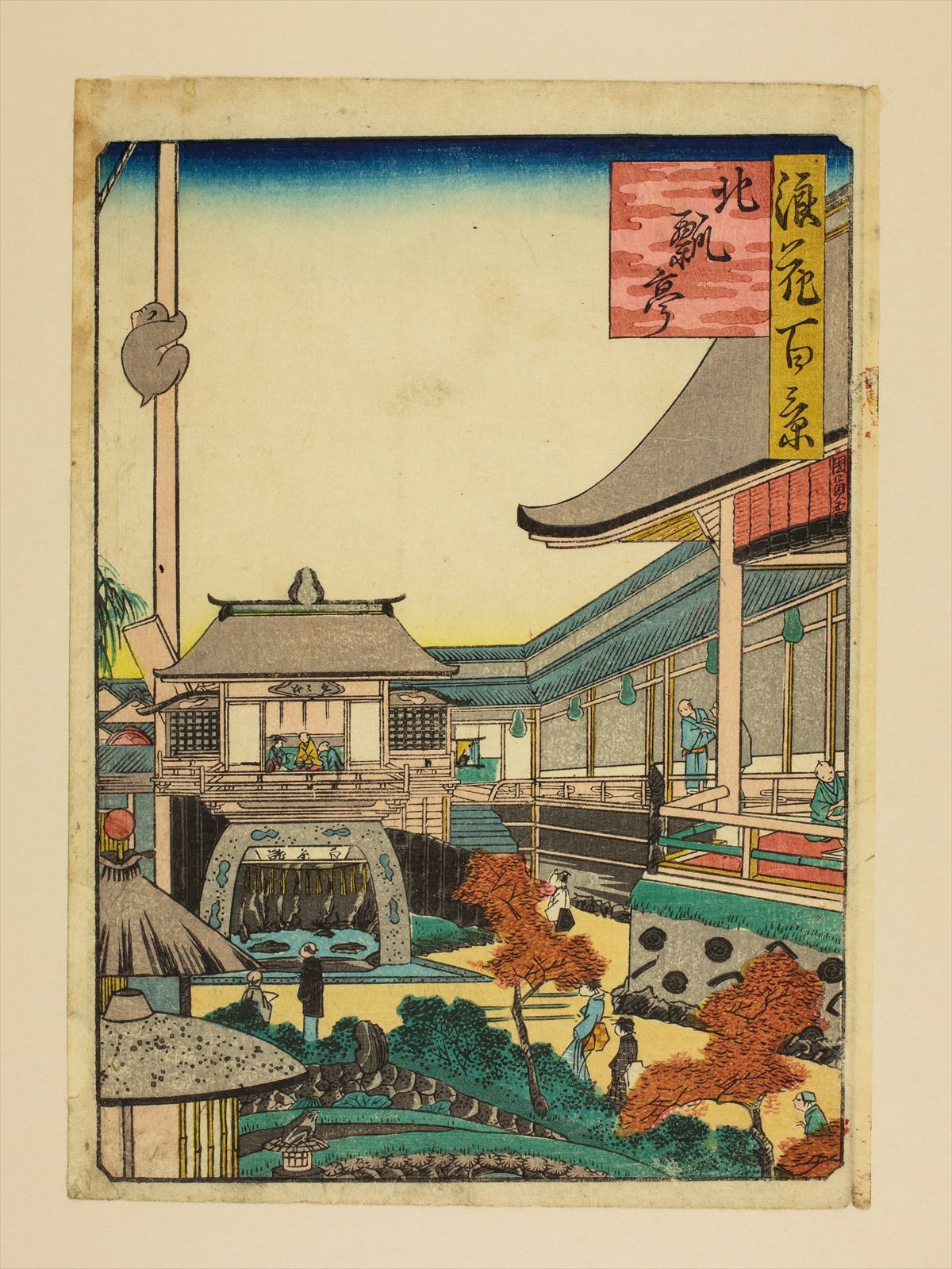
歓楽街となった曽根崎新地にあった料亭「北瓢亭」（浪花百景より）

曾根崎の「ソネ」（埆）は、石が多くやせてしまった土地を意味し、元々曾根崎洲と呼ばれる淀川河口の砂洲で、荒廃地であった。
平安時代から鎌倉時代にかけて行われていた「難波八十島祭」（なにわのやそしままつり）の旧跡とも言われ、祭りに加わっていた須牟地曾根神社は当地にあったとされている。
近世以降は西成郡曾根崎村を形成した。南東部は、1708年（宝永5年）に曽根崎川沿いの地域が曾根崎新地として大坂城下（大坂三郷）へ編入され、曾根崎新地や天満に接する地域でも市街化が見られた。一方の北西部は、1615年（元和元年）に大坂七墓の一つである梅田墓地が置かれ、田畑の他にも池沼や荒地が多い寂しい場所であった。しかし、1874年（明治7年）に大阪駅（当初は「梅田すてんしょ」とも呼ばれた）が開業したことにより一変し、1906年（明治39年）に阪神梅田駅、1910年（明治43年）に阪急梅田駅が開業すると、広域地名として一気に広まるに至った。
第二次世界大戦前の曾根崎は、御茶屋などが並び、三味線や小唄が聞こえる京都の祇園のような風情のある雰囲気を持っていた。
地価公示法による地価公示が始まった1970年から1972年まで、曾根崎中一丁目（現：曾根崎二丁目）は大阪で最も地価が高い場所だった。

### 沿革
- 1889年（明治22年） - 西成郡曾根崎村単独で町村制施行。
- 1897年（明治30年） - 大阪市第一次市域拡張により大阪市へ編入され、北区大字曾根崎となる。
- 1900年（明治33年） - 大字が改編され、曾根崎中一・二丁目、曾根崎上一 - 四丁目、曾根崎永楽町、梅田町、東梅田町、西梅田町、北梅田町が成立。
- 1940年（昭和15年） - 曾根崎中の一部と東梅田町が梅田に改称。
- 1943年（昭和18年） - 西梅田町と北梅田町のそれぞれ一部が新設された福島区に含まれる。
- 1944年（昭和19年） - 曾根崎永楽町が「曾根崎」の冠称を廃して永楽町に改称。曾根崎上と永楽町のそれぞれ一部から神明町が新たに成立。角田町と小松原町のそれぞれ扇町通以南を曾根崎中へ編入。北区西梅田町が梅田町と堂島西町へ分割編入。北区北梅田町が大深町へ編入。
- 1975年（昭和50年） - 福島一 - 八丁目が新設。
  - 福島区西梅田町と福島区北梅田町はどちらも福島六丁目東部に概ね該当する。
- 1978年（昭和53年） - 曾根崎一・二丁目、梅田一 - 三丁目、曾根崎新地一・二丁目、西天満一 - 六丁目を新設。
  - 曾根崎中は曾根崎二丁目北部と梅田一丁目中東部、曾根崎上は曾根崎一丁目と曾根崎二丁目南部と梅田一丁目南部、永楽町は曾根崎新地一丁目北東部、神明町は西天満四丁目北西部、梅田町は梅田二丁目と梅田三丁目、梅田は梅田一丁目北部に概ね該当する。

## 世帯数と人口
2019年（平成31年）3月31日現在の世帯数と人口は以下の通りである。
| 町名         | 世帯数  | 人口  |
| ------------ | ------- | ----- |
| 曾根崎一丁目 | 193世帯 | 248人 |
| 曾根崎二丁目 | 22世帯  | 36人  |
| 計           | 215世帯 | 284人 |

### 人口の変遷
国勢調査による人口の推移。
| 1995年（平成7年）  | 277人 | [ 7 ]  |  |
| 2000年（平成12年） | 151人 | [ 8 ]  |  |
| 2005年（平成17年） | 272人 | [ 9 ]  |  |
| 2010年（平成22年） | 270人 | [ 10 ] |  |
| 2015年（平成27年） | 300人 | [ 11 ] |  |

### 世帯数の変遷
国勢調査による世帯数の推移。
| 1995年（平成7年）  | 130世帯 | [ 7 ]  |  |
| 2000年（平成12年） | 74世帯  | [ 8 ]  |  |
| 2005年（平成17年） | 203世帯 | [ 9 ]  |  |
| 2010年（平成22年） | 209世帯 | [ 10 ] |  |
| 2015年（平成27年） | 218世帯 | [ 11 ] |  |

## 学区
市立小・中学校に通う場合、学区は以下の通りとなる。北区内の全ての市立中学校と、大阪市内の小中一貫校が対象で学校選択が可能（抽選を実施）。
| 町名         | 街区 | 小学校             | 中学校             |
| ------------ | ---- | ------------------ | ------------------ |
| 曾根崎一丁目 | 全域 | 大阪市立扇町小学校 | 大阪市立天満中学校 |
| 曾根崎二丁目 | 全域 | 大阪市立扇町小学校 | 大阪市立天満中学校 |

## 事業所
2016年（平成28年）現在の経済センサス調査による事業所数と従業員数は以下の通りである。
| 町名         | 事業所数  | 従業員数 |
| ------------ | --------- | -------- |
| 曽根崎一丁目 | 115事業所 | 2,383人  |
| 曽根崎二丁目 | 515事業所 | 9,660人  |
| 計           | 630事業所 | 12,043人 |

## 施設

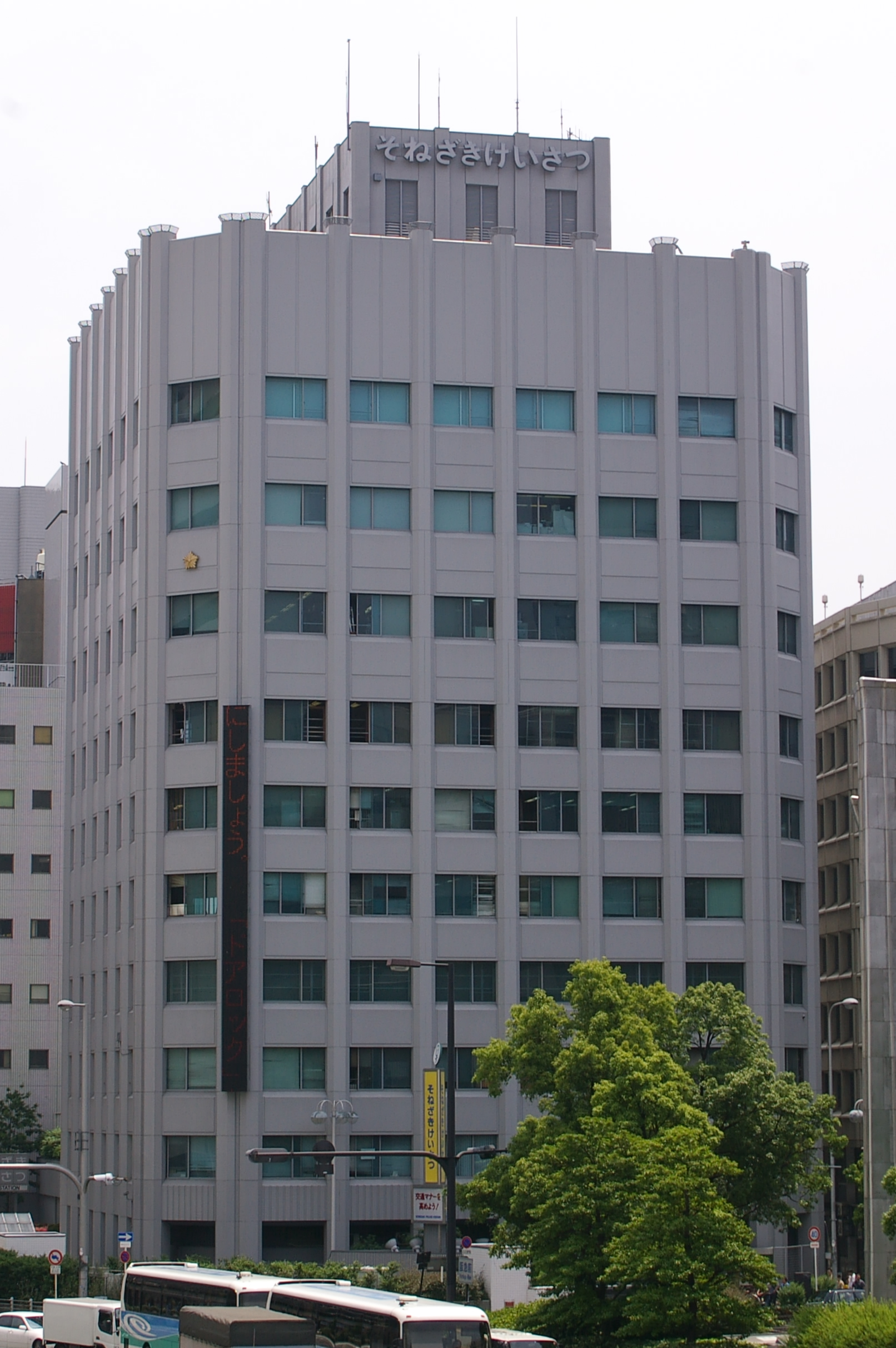
曽根崎警察署

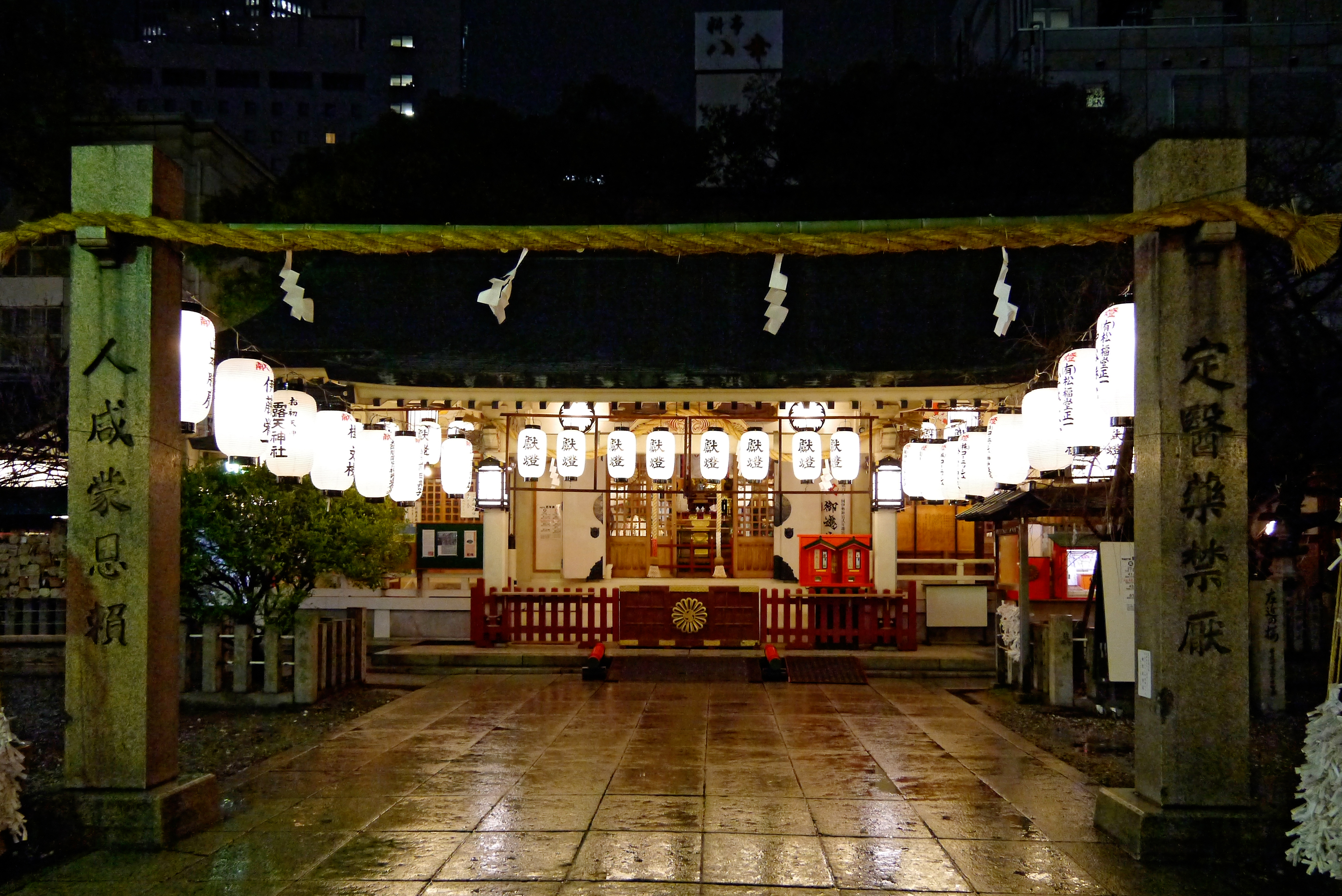
お初天神

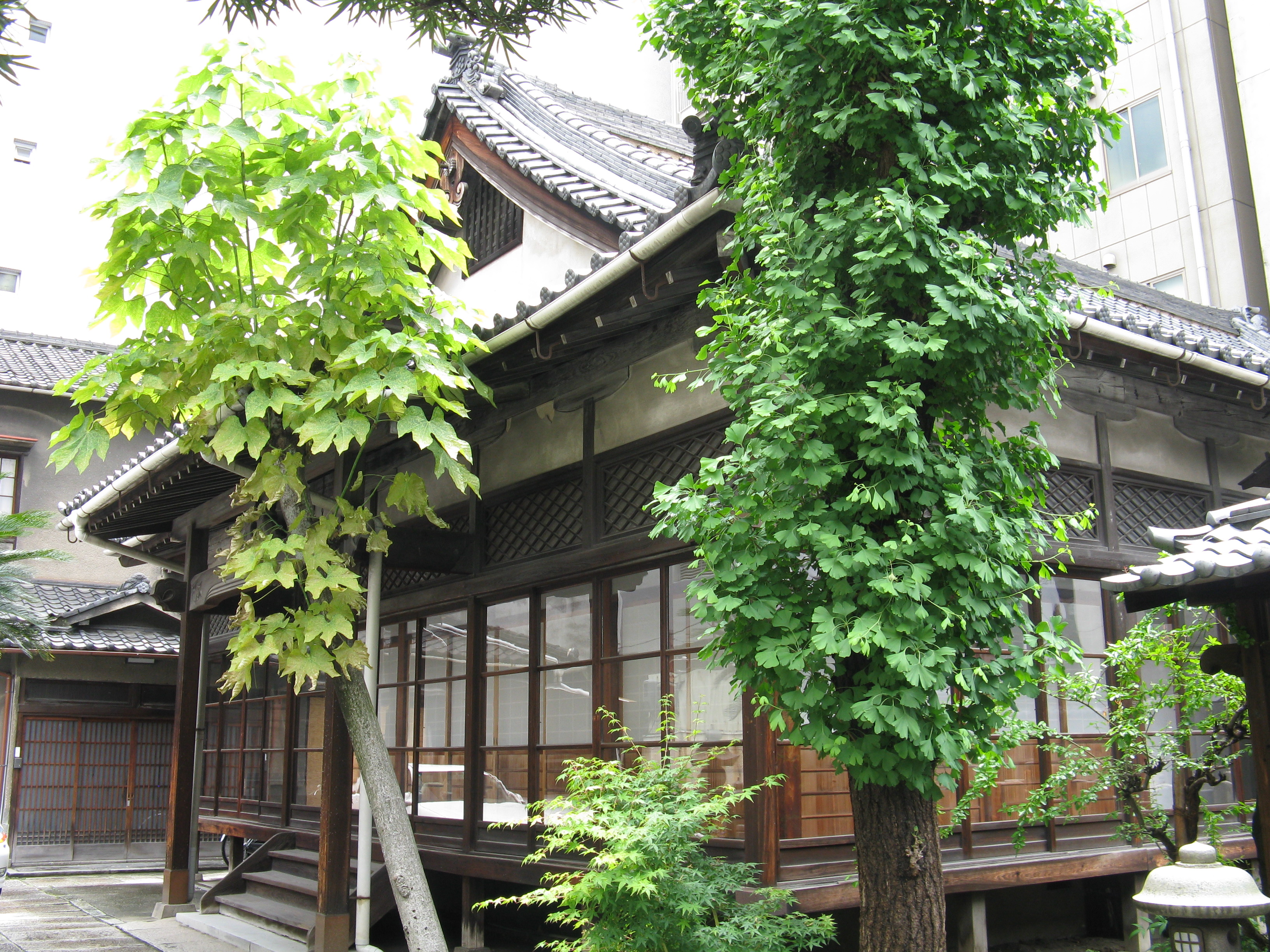
かしく寺

### 公共施設
- 大阪府曽根崎警察署
- ホワイティうめだ

### 名所
- 露天神社（お初天神）
- 法清寺（かしく寺）
- ごて地蔵
- 曽根崎お初天神通り商店街

### 宿泊施設
- アパホテル&リゾート〈大阪梅田駅タワー〉
- 大阪日興ビル

## 交通

### 鉄道
- 地下鉄谷町線 東梅田駅

### 道路
国道
- 国道1号・国道2号（曽根崎通）
- 国道176号（御堂筋・梅田新道）
- 国道423号（新御堂筋）

主要地方道
- 大阪市道大阪環状線（扇町通）

### 郵便番号
- 530-0057[3]（集配局：大阪北郵便局[14]）